# Stephen Warbeck
Pour les articles homonymes, voir Warbeck.
Stephen Warbeck (né le 21 octobre 1953 à Southampton, Royaume-Uni) est un compositeur britannique de musiques de films.
Il remporte l'Oscar de la meilleure musique de film en 1998 pour son travail sur la comédie historique Shakespeare in Love. Avant de devenir le compositeur attitré de la réalisatrice française Maïwenn dont il signe chacune des partitions musicales de ses films depuis Polisse en 2011. Pour son travail aux côtés de la réalisatrice, il obtient deux nominations au César de la meilleure musique originale.

## Filmographie partielle

### Cinéma
- 1994 : O Mary This London
- 1994 : Skallagrigg
- 1994 : Sister My Sister
- 1995 : Dernier voyage à Glasgow (Nervous Energy)
- 1995 : Brothers in Trouble
- 1996 : Element of Doubt
- 1996 : Different for Girls
- 1997 : La Dame de Windsor (Mrs. Brown)
- 1997 : My Son the Fanatic
- 1998 : Electric Frank
- 1998 : Shakespeare in Love
- 1999 : Toy Boys
- 1999 : Mort clinique (Heart)
- 1999 : Mystery Men
- 1999 : Fanny et Elvis (Fanny and Elvis)
- 2000 : Billy Elliot
- 2000 : Quills, la plume et le sang (Quills)
- 2001 : Capitaine Corelli (Captain Corelli's Mandolin)
- 2001 : Annie-Mary à la folie! (Very Annie Mary)
- 2001 : Gabriel & Me
- 2001 : Nadia (Birthday Girl)
- 2001 : Charlotte Gray
- 2002 : Mystics
- 2002 : Deseo
- 2003 : Blackball
- 2003 : La Mémoire du tueur (Zaak Alzheimer, De)
- 2004 : Secret Passage
- 2004 : Love's Brother
- 2004 : Deux Frères
- 2004 : Pour le plaisir
- 2004 : Mickybo et moi
- 2004 : Oyster Farmer
- 2005 : Une belle journée (On a Clear Day)
- 2005 : Alpha Male
- 2005 : Travaux
- 2005 : Proof
- 2005 : Opa!
- 2006 : Cargo
- 2006 : Goal 2 : La Consécration
- 2008 : The Other Man
- 2011 : Polisse
- 2011 : Au prix du sang (There Be Dragons) (version originale)
- 2012 : Gallow Walkers
- 2013 : Des gens qui s'embrassent
- 2013 : La Marche
- 2014 : Je te survivrai
- 2014 : Gus
- 2015 : Mon roi
- 2017 : Rencontre à Hampstead Park de Joel Hopkins
- 2019 : Ma famille et le loup d'Adrià García
- 2020 : ADN de Maïwenn
- 2023 : Jeanne Du Barry de Maïwenn

### Télévision
- 1991 : Suspect numéro 1 (épisode : L'Affaire Howard) (Prime Suspect)
- 1992 : Suspect numéro 1 (épisode : Opération Nadine) (Prime Suspect 2)
- 1993 : Femme Fatale
- 1993 : Suspect numéro 1 (Prime Suspect) (épisode : Le Réseau de la honte) (Prime Suspect 3)
- 1994 : Bambino mio
- 1994 : The Changeling
- 1995 : Devil's Advocate
- 1995 : Suspect numéro 1 (épisode : Une petite fille disparaît) (Prime Suspect 4: The Lost Child)
- 1995 : Suspect numéro 1 (épisode : Sphère d'influence) (Prime Suspect 4: Inner Circles)
- 1995 : Suspect numéro 1 (épisode : Cadavres obscurs) (Prime Suspect 4: Scent of Darkness)
- 1996 : Truth or Dare
- 1996 : Suspect numéro 1 (épisode : Erreur de jugement) (Prime Suspect 5: Errors of Judgment)
- 1997 : The Prince of Hearts (The Student Prince)
- 1997 : Bright Hair
- 1998 : Bramwell IV
- 1999 : La Nuit des fantômes (A Christmas Carol)
- 2003 : DreamKeeper

### Récompenses
- Oscars 1998 : Meilleure musique de film (film musical et comédie) pour Shakespeare in Love

### Nominations
- César 2016 : Meilleure musique originale pour Mon roi
- César 2021 : Meilleure musique originale pour ADN